# George Pardee

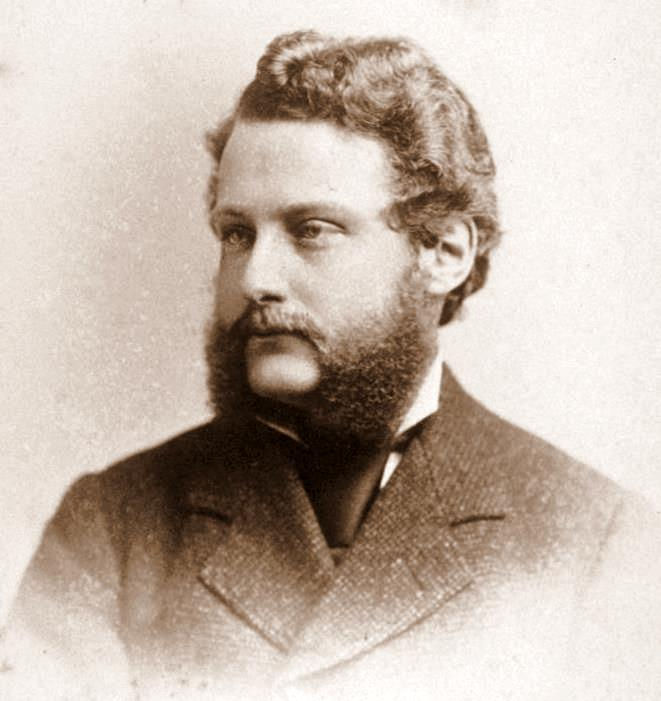
George Cooper Pardee (1879)

George Cooper Pardee (ur. 25 lipca 1857 w San Francisco, zm. 1 września 1941 w Oakland) – amerykański polityk, działacz Partii Republikańskiej (w 1912 przeszedł do rozłamowej Partii Postępowej, w późniejszym okresie powrócił do Republikanów), lekarz, syn lekarza i polityka Enocha Homera Pardee (1826–1896).
Był członkiem rady miejskiej Oalkand. W latach 1893–1895 pełnił funkcję burmistrza Oakland. Od 7 stycznia 1903 do 9 stycznia 1907 sprawował urząd gubernatora Kalifornii.
25 stycznia 1887 ożenił się z Helen Newhall Penniman (1857–1947). Para miała cztery córki. Został pochowany na cmentarzu Mountain View Cemetery w Oakland